# 花紀京
花紀 京（はなき きょう、本名：石田 京三（いしだ きょうぞう）、1937年〈昭和12年〉1月2日 - 2015年〈平成27年〉8月5日）は、日本のお笑いタレント、喜劇俳優である。
生前はよしもとクリエイティブ・エージェンシーに所属し、盟友の岡八朗と共に吉本新喜劇の二大巨星と呼ばれ、新喜劇の黄金時代を築き長きに渡って君臨した。

## 来歴
大阪府大阪市天王寺区出身、阿倍野区育ち。父は漫才師の横山エンタツで、エンタツの次男でありながら少年時代は笑芸に興味がなく、中学時代まで父親が喜劇人エンタツであることを認識していなかった。また、父子は一度も共演していない。また兄は関西テレビの元プロデューサーで、吉本新喜劇の中山美保は義姉（兄嫁）に当たる。
大阪市立墨江小学校、大阪市立阪南中学校、大阪府立阿倍野高等学校を経て関西大学入学後の1958年、麻雀仲間だった花登筺に弟子入りし、内海重典、大村準一らの指導を受け、OSミュージックホールにおける寸劇でデビューする。1959年には芦屋雁之助らとともに劇団・笑いの王国の旗揚げに参加。同劇団解散後、1962年に吉本興業入り。師匠・花登の「花」と自身の本名「京三」にちなみ、「ききょうの花」をひっくり返した「花紀 京」の芸名を名乗る。京三は新喜劇の役名としてしばしば使われている。商店主、町工場主、建設作業員、工員、駐在といった庶民的な役を中心に、怪しげな正体不明人物（最終的には間抜けな犯罪者だったり逆に刑事だったりする）も得意とした。
1963年には早くも吉本新喜劇の座長に抜擢され、岡八郎、原哲男、桑原和男らとの独特のボケ・ツッコミをくりひろげるコンビ芸で活躍する。同時に『てなもんや三度笠』などのテレビ番組にも出演する。岡とはのちに、漫才ブームの時期にテレビ番組でコンビを組んで漫才をしたこともあった。
1989年、「新喜劇やめよッカナ?キャンペーン」を開始した吉本新喜劇を退団。その後は多数の映画やテレビドラマに出演し、新境地を開拓した。2001年、ダウンタウン、東野幸治、ココリコ、ロンドンブーツ1号2号、山田花子、藤井隆、間寛平と期間限定ユニット「Re:Japan」を結成し、第52回NHK紅白歌合戦に出場した。
2002年8月に脳腫瘍の摘出手術を受け、療養中だった2003年5月に自宅で入浴中、低酸素脳症を発症して、事実上の活動休止状態となった。2015年8月5日午後7時半すぎ、肺炎により入院先の大阪市内の病院で死去。78歳没（享年79）。戒名は花幔京璨居士（はなまんきょうさんこじ）。

### 弟子
直弟子
- チャーリー浜
- レツゴーじゅん
- 間寛平

など。内場勝則も新喜劇入団後は花紀に付いていた時期があり、師匠と弟子の関係に近い存在である。
孫弟子
いずれも間寛平の弟子。
- 塩野一平（廃業）
- シベリア文太
- 本田みずほ

など

## 芸風
父の相方であった花菱アチャコを尊敬し、芸論について「何も知りまへん。アチャコ先生を真似ただけです」と語っている。
新喜劇ではニット帽にシャツ、腹巻、ニッカーボッカーを着用し、目の下に隈を描き、鼻を赤く塗ったスタイルがトレードマークとなった。泥棒役や土木作業員役が主な役どころ。多くは、本名の「京三」を役名として使っていた。

### ギャグ
檀上茂は「突飛な身振りや珍語・奇声に頼るギャグを自分ですることを嫌い、やりとりで笑わせることを好んだ」と振り返っている。下記は文章にすると伝わりにくいが、間の取り方が絶妙であった。
- 「ええか、そこだけは絶対に開けたら（見たら）あかんぞ」

悪人に取られては困るものの隠し場所を、当の悪人に向かってこう言って教えてしまう。見つかったあと「あれ、何でわかったん?」。
- 「ほな、百万円」

ちょっとしたもの（飲食物など）の代金を聞かれて、ごく普通の顔で答える。相手はずっこける。
- 食事したすぐあとで「あー腹へったァ」
- 飲み屋で熱燗を頼んで一口飲んで「熱いわ」と難癖をつけ、冷酒で中和するよう頼み、もう一口飲み「ぬるいわ」とさらに難癖をつけ、もう一度熱燗で中和するよう頼み、これを交互に繰り返し1杯分の酒代でごまかそうとする。
- 食堂で素うどんに七味をかけながら若者（間寛平ら）に「真面目に働け」などと説教していて、気が付いたら七味をかけすぎており、目を丸くして一面真っ赤になっている出汁を一口飲み、「辛いやろ？」と聞かれて「美味しいわぁ」
- 工事現場などで働かず遊んでばかりいて「さア寝よか」「飯にしようか」
- やくざといざこざになったときに京三が「店の中じゃみんなに迷惑かかる、表で勝負しようかい」。京三をたよりに仲間（岡八朗ら）がやくざと表に出た瞬間、京三は店から出ずに戸を閉めてかぎをかける。
- 岡のギャグに対して、満面の笑みを浮かべたり、「これは新しいギャグやから知らんやろう」と言うなど、笑いを倍増させる。
- 隣り合った男女に対して、耳を触ったり、ブラジャーを外そうとする。両者は恋人がやったのだと思っているが、京三の顔を見て驚く。

## 人物
- 1963年に松竹新喜劇の曾我廼家五郎八の娘で女優の西岡慶子と結婚するも、のちに離婚した[2]。
- 弟子に厳しい一面を持ち、入門当時の間寛平が馴れ馴れしい話し方をした時には激怒した。また、「師匠」の漢字と言葉を知らなかったために花紀を「兄さん」と呼んだ内弟子時代の寛平を強く叱責したこともある。
- 難波・千日前のうどん店「千とせ」の看板メニューとなっている肉吸いは、二日酔いで軽いものを食べたかった花紀が「うどん抜きの肉うどん」を注文をしたのが発祥といわれる。その後同店をダウンタウンや明石家さんまらが「うどん屋のくせにうどん出さへん変な店がある」と番組などで宣伝すると店は有名になり、吉本の芸人の間では「千とせに行けば売れる」というジンクスまで生まれるまでに至った[7]。

## 出演作品

### テレビ
NHK（いずれも大阪放送局制作）
- 終点はどこですか（1974年度芸術祭参加作品）
- 続・けったいな人びと
- 河内まんだら
- 人の気も知らないで
- 風見鶏 - 小山善太郎 役
- 鮎のうた - 和吉 役
- 青空にちんどん
- 木綿のハンカチ〜ライトウインズ物語
- やんちゃくれ[1] - 金田栄 役
- 悪意 - 瀬田班長 役
- 新・なにわの源蔵事件帳
  - 第10話 「エレキ恐るべし」（1984年）

毎日放送
- 番頭はんと丁稚どん
- かんから親子
- お笑いゴールデン劇場
- それ行け!新伍迷探偵
- 爆笑!ナンチャッテ横丁

ABC
- やりくりアパート（大阪テレビ放送時代）
- スチャラカ社員[1]
- てなもんや三度笠[1]
- ごろんぼ波止場
- いとはんと丁稚どん
- てなもんや二刀流
- スコッチョ大旅行
- 新十郎捕物帖・快刀乱麻（1973年） - 泉山虎之介 役
- あっちこっち丁稚
- お笑い定期便
- 必殺シリーズ
  - 必殺仕置屋稼業 第21話「一筆啓上逆夢が見えた」（1975年） - 千里 役
  - 必殺仕事人 第7話「主水をあやつるバチの音は誰か?」（1979年） - 勘次 役
  - 特別編必殺仕事人 恐怖の大仕事 水戸・尾張・紀伊（1981年） - 花吉 役
  - 新・必殺仕舞人（1982年） - 権太 役（レギュラー）
  - 必殺仕事人V 第4話「主水 家をしめ出される」（1985年） - 白雲道人 役
- 東京メグレ警視シリーズ（1978年）
- 突然のフリーター宣言 亀山公平、60歳（1990年） - 亀山公平 役
- 京都マル秘仕事人2（2002年）

関西テレビ
- 汽笛が響く!
- 裸の大将放浪記5（1981年）

読売テレビ
- うすずみ桜（木曜ゴールデンドラマ）
- 哀しみは女だけに4（木曜ゴールデンドラマ）
- 夫婦善哉（1980年、木曜ゴールデンドラマ）
- 花いちばん（1986年4月 - 10月、朝の連続テレビドラマ） - 小田昌一 役
- 京一輪（1989年9月 - 1990年3月、朝の連続テレビドラマ）
- ドロンを追え!

在京キー局
- 暴れん坊将軍II（テレビ朝日・東映京都）
  - 第130話 「弁天様の甘い誘惑!」（1985年） - 弁六 役
- はぐれ刑事純情派（テレビ朝日・東映東京）
  - 第2シリーズ・第19話「レイプを告発した女！」（1989年） - 医師 役
  - 第3シリーズ・第4話「密室で撲殺された美女」（1990年） - 藤瀬泰明 役
  - 第4シリーズ・第19話「能登、疑惑の指紋・女で二度しくじった男」（1991年）　- 吉沢栄二 役
  - 第5シリーズ・第11話「殺意の女子社員寮・セクハラで辞めた男」（1992年） - 東海林誠一  役
  - 第6シリーズ・第20話「安浦刑事が仲人！掏摸からすった男」（1993年） - 伊藤栄三 役
  - 第9シリーズ・第6話「安浦刑事が文学入門!? 作家の犯罪」（1996年） - 塚本 役
  - 第13シリーズ・第5話「8年間騙された妻!? 秘密のラストダンス」（2000年） ‐ 松田吾郎 役
- ナニワ金融道4（フジテレビ）
- 美味しんぼ5（フジテレビ）
- 明日があるさ（日本テレビ）
- 夫婦漫才（2001年、BS-i。ナレーションのみ）[8]

### ラジオドラマ
- FMシアター「夫婦うどん」（2002年11月30日、NHK-FM、NHK大阪放送局制作）

### 映画
- 続番頭はんと丁稚どん
- 続々番頭はんと丁稚どん
- 続々々番頭はんと丁稚どん・チャンポン旅行
- 一心太助 江戸っ子祭り - 東映、1967年4月
- （喜）あゝ独身（チョンガー）
- 喜劇・それが男の生きる道
- その後の仁義なき戦い
- ドッジGO!GO!

### CM
- キリン「キリンラガービール」
- 関西電力「吉本電喜劇」 - 1993年
- 日本コカ・コーラ「ジョージア」（2000年）[9]

## 花紀京を演じた俳優
- 内場勝則 - 舞台「吉本百年物語 これで誕生! 吉本新喜劇」、2012年
- 板尾創路 - 舞台「吉本新喜劇 蘇れ京八 泥棒と鈴」、2012年
- 菊地康二 - Netflixオリジナルドラマ「Jimmy〜アホみたいなホンマの話〜」、2018年